# Elizabeth Gasiba
Elizabeth Mariana Carolina Gasiba de la Hoz (sinh ngày 10 tháng 3 năm 1997) là một người mẫu, sinh viên nha khoa và nữ hoàng sắc đẹp.

## Cuộc đời và sự nghiệp
Gasiba sinh ra và lớn lên ở Caracas, Venezuela. Cô là sinh viên nha khoa tại Trường Đại học Santa María ở Caracas; Elizabeth đã bày tỏ mong muốn được chuyên về lĩnh vực thẩm mỹ và phục hình. Ngoài ra, cô còn là một người mẫu chuyên nghiệp và đã luyện tập nhiều môn thể thao như đá bóng, bơi lội... Tương tự, Gasiba là thợ lặn được chứng nhận của Hiệp hội Hướng dẫn viên Lặn biển Chuyên nghiệp.
Elizebth đã thực hiện nhiều chiến dịch và hoạt động công tác xã hội tại các viện dưỡng lão, trung tâm dành cho những người có nhu cầu đặc biệt, trong đó nổi bật là Avepane; các tổ chức viện trợ học đường cho trẻ em như Mano Amiga. Cũng như tham gia đặc biệt vào các cuộc diễu hành từ thiện cho Fundena (Quỹ Phòng chống Suy thoái biển).
Một trong những nhiệm vụ khác mà cô đã tham gia là hiệp hội 'Jonathan, một thiên thần cho Venezuela', được thành lập để vinh danh người anh họ của cô, một người vị tha trẻ tuổi, người đã cộng tác thường xuyên cho các nhóm xã hội khó khăn nhất trên lãnh thổ Venezuela.
Elizabeth có thể sử dụng thành thạo tiếng Anh và tiếng Tây Ban Nha.

## Các cuộc thi sắc đẹp
Gasiba bước vào thế giới của các cuộc thi sắc đẹp từ rất sớm. Một trong những cuộc thi cấp quốc gia đầu tiên của cô diễn ra vào năm 2015 khi cô tham gia đại diện cho Capital District trong cuộc thi Hoa hậu Người đẹp Tuổi teen Venezuela, nơi cô giành được vị trí Á hậu 1. Sau đó, cô được trao danh hiệu Nữ hoàng Câu lạc bộ Puerto Azul 2017.

### El Concurso của Osmel Sousa 2018
Elizabeth đã tham gia phiên bản El Concurso đầu tiên do Osmel Sousa được tổ chức vào năm 2018. Trong chương trình thực tế này, Gasiba đã trở thành một trong 13 người lọt vào vòng chung kết. Người chiến thắng là Valentina Figuera, người sau này đăng quang Hoa hậu Hòa bình Quốc tế 2019.

### Hoa hậu Venezuela 2020
Cô đại diện cho District Capital trong cuộc thi Hoa hậu Venezuela 2020, Gasiba đã cạnh tranh với 21 ứng cử viên khác, trở thành một trong những ứng cử viên được yêu thích nhất của ấn bản đó.  Cô lọt vào Top 10. Ngoài ra, Elizabeth còn giành được giải thưởng đặc biệt là Hoa hậu Ảnh.

### Hoa hậu Siêu quốc gia Venezuela 2021
Năm sau, Gasiba được đề cử là một trong năm ứng cử viên chính thức cho ngôi vị Hoa hậu Siêu quốc gia Venezuela. Vào ngày 27 tháng 5 năm 2021, Elizabeth đã giành được ngôi vị Á hậu 1 trong cuộc thi. Valentina Sánchez đã đăng quang.

### Hoa hậu Trái Đất Venezuela 2022
Sau đó, Gasiba tham gia cuộc thi Hoa hậu Trái Đất Venezuela.
Sau quá trình lựa chọn kéo dài vài tuần, trong đó có sự tham gia của những người theo dõi Instagram, Gasiba đã được chọn là một trong 5 người vào vòng chung kết. Danh sách Top 5:
- Gabriela de la Cruz, Hoa hậu Siêu quốc gia Venezuela 2019, Á hậu 4 Hoa hậu Siêu quốc gia 2019.
- Lisandra Chirinos, Hoa hậu Bồ Đào Nha 2020, Top 10 Hoa hậu Venezuela 2020.
- María Daniela Velasco, Hoa hậu Trái Đất Capital District 2017, Top 7 Hoa hậu Trái Đất Venezuela 2017 và Top 10 Miss Continent United 2017.
- Valentina Sánchez, Hoa hậu Nueva Esparta 2020, Top 5 Hoa hậu Venezuela 2020, Á hậu 3 Hoa hậu Siêu quốc gia 2021.

Vào ngày 11 tháng 10 năm 2021, nhóm này đã giảm xuống còn 3 thí sinh lọt vào vòng chung kếtː Lisandra Chirinos, Elizabeth Gasiba và María Daniela Velasco.
Vào ngày 15 tháng 10 năm 2021, sự kiện chỉ định được tổ chức, trong đó Gasiba và Velasco cuối cùng sẽ gắn bó với nhau. Trong sự kiện này, một nhóm bồi thẩm đoàn phụ trách đánh giá các ứng viên còn lại trong một vòng câu hỏi. Trong số những người:
- Edgar Rosales, Phó chủ tịch điều hành của Banco Plaza.
- Tiến sĩ Thomas Seif, nha sĩ.
- Vanessa Torres, giám đốc của Velvet The Beauty House.
- Teresa Pérez, giám đốc kinh doanh của Erika's Cosmetic.
- Juan José Álvarez, giám đốc Unilever Andina (Sedal).
- Dias Khadijah Kinanthi, Lãnh sự Indonesia tại Venezuela.
- Jholeidys Silva, chủ tịch của Velvet The Beauty House.
- Otayma Zerpa, Chủ tịch của Otayma Zerpa Designs.
- Eleazar Guzmán, huấn luyện viên thể chất tại Lido Fitness.
- Giselle Reyes, giáo viên đường băng.
- Johan Changó, nhiếp ảnh gia chính thức của Hoa hậu Trái Đất Venezuela 2021.
- Guillermo Felizola, nhiếp ảnh gia chính thức của Hoa hậu Trái Đất Venezuela 2021.
- Faddya Halabi, người mẫu và nữ doanh nhân.

Trong buổi lễ chỉ định này, cả hai đã đối mặt với các thử thách.
Vào cuối sự kiện, chủ tịch của Tổ chức Hoa hậu Trái Đất Venezuela, Prince Julio César, tuyên bố rằng cả María Daniela Velasco và Elizabeth Gasiba đều sẽ mang danh hiệu Hoa hậu Trái Đất Venezuela, Velasco là Hoa hậu Trái Đất Venezuela 2021 và Gasiba là Hoa hậu Trái Đất Venezuela 2022. Cuối cùng, Gasiba được vinh danh là Hoa hậu Trái Đất Venezuela 2022; vương miện do Maribel Pombo, phó chủ tịch kinh doanh và tiếp thị của Globovisión và Osvaldo Montañes, tổng sản xuất của Hoa hậu Trái Đất Venezuela trao.
Đến ngày 6 tháng 8 năm 2022, cô đưa ra thông báo chính thức rằng sẽ từ bỏ quyền đại diện cho Venezuela tại cuộc thi Hoa hậu Trái Đất 2022 để tập trung vào việc học và thực hiện ước mơ trở thành nha sĩ.